# Rebelião Irlandesa de 1798
A Rebelião Irlandesa de 1798 (em irlandês: Éirí Amach 1798; em scots: Vire Oot 1798), ou Rebelião de 1798 foi uma insurreição popular contra a Coroa Britânica no que era então o Reino da Irlanda separado, mas subordinado. A principal força organizadora foi a Sociedade dos Irlandeses Unidos. Formada pela primeira vez em Belfast por presbiterianos que se opunham ao estabelecimento anglicano, a Sociedade, desesperada com a reforma, procurou garantir uma república por meio de uma união revolucionária com a maioria católica do país. As queixas de um inquilino alugado em rack impulsionaram o recrutamento.
Enquanto a ajuda estava sendo buscada da República Francesa e de militantes democráticos na Grã-Bretanha, as apreensões e prisões da lei marcial forçaram os conspiradores a se tornarem públicos. A partir do final de maio de 1798, houve uma série de levantes descoordenados: nos condados de Carlow e Wexford, no sudeste, onde os rebeldes tiveram algum sucesso; no norte, em torno de Belfast, nos condados de Antrim e Down; e mais perto da capital, Dublin, nos condados de Meath e Kildare.
No final de agosto, depois que os rebeldes foram reduzidos a bolsões de resistência guerrilheira, os franceses desembarcaram uma força expedicionária no oeste, no condado de Mayo. Incapazes de efetuar uma conjunção com uma força rebelde significativa, eles se renderam em 9 de setembro. No último confronto em campo aberto da rebelião, os homens locais que eles reuniram em sua chegada foram derrotados em Killala em 23 de setembro. Em 12 de outubro, uma segunda expedição francesa foi derrotada em uma ação naval na costa do condado de Donegal, levando à captura do líder irlandês Wolfe Tone.
Na esteira da rebelião, os Atos de União aboliram a legislatura irlandesa e colocaram a Irlanda sob a coroa de um Reino Unido através do Parlamento em Westminster. O centenário da rebelião em 1898 viu seu legado contestado por nacionalistas que desejavam restaurar uma legislatura em Dublin, por republicanos que invocaram o nome de Tone na causa da completa separação e independência e por unionistas que se opunham a todas as medidas de autogoverno irlandês. Renovado em um ano do bicentenário que coincidiu com o Acordo da "Sexta-Feira Santa" de Belfast de 1998, o debate sobre a interpretação e o significado de "1798" continua.